# Laku
Laku is een dansspel in dramavorm en muziekstijl uit Suriname. De ontstaansgeschiedenis van de laku ligt nadat in 1863 de slavernij werd afgeschaft.
De laku is verwant aan de banja, waarin personages speelden op de plantages. In de laku kwamen personages voor als de Snesi (Chinees), de Koeli (Hindoestaan) en de Koeli Konsro (Britse consul). In de liederen wordt in vraag-en-antwoord-stijl kritiek geuit op bepaalde personen en situaties. Er werd begeleiding gegeven door een ensemble van enkele muzikanten en gespeeld in een vierkwartsmaat. Het ensemble werd muzikaal begeleid met een kwakwabangi, apinti (of poedja), langadron, dawra, sakka en soms de skratji.
De zangeres Nelly Slagtand heeft zich als mogelijk laatste zangeres bezig gehouden met de laku. Op verzoek van hoogleraar Jan Voorhoeve heeft zij in 1959 nog een laku-pré opgevoerd met Fransje Gomes.